# گورگن‌تپه
گورگن‌تپه (به ترکی استانبولی: Gürgentepe) شهری است در کشور ترکیه که در استان اردو واقع شده‌است. جمعیت این شهر بر اساس سرشماری سال ۲۰۰۸ میلادی ۸٬۱۳۰ نفر و بر اساس برآوردهای سال ۲۰۰۹ میلادی ۷٬۸۵۶ نفر می‌باشد.
جغرافیای گورگن‌تپه با ناهمواری‌های کوهستانی مشخص می‌شود، وضعیتی که در منطقه دریای سیاه رایج است. این بخش در حدود ۴۸ کیلومتری داخل از شهر اردو قرار دارد و ارتفاع آن حدود ۱٬۲۳۵ متر (۴٬۰۵۲ فوت) است، که آن را به منطقه‌ای با ارتفاع زیاد و اقلیمی متمایز تبدیل کرده‌است. اقلیم این ناحیه تحت تأثیر دریای سیاه است و رطوبت و بارندگی به همراه دارد، در حالی که تمام بارندگی ارتفاعات را در استان حفظ می‌کند.

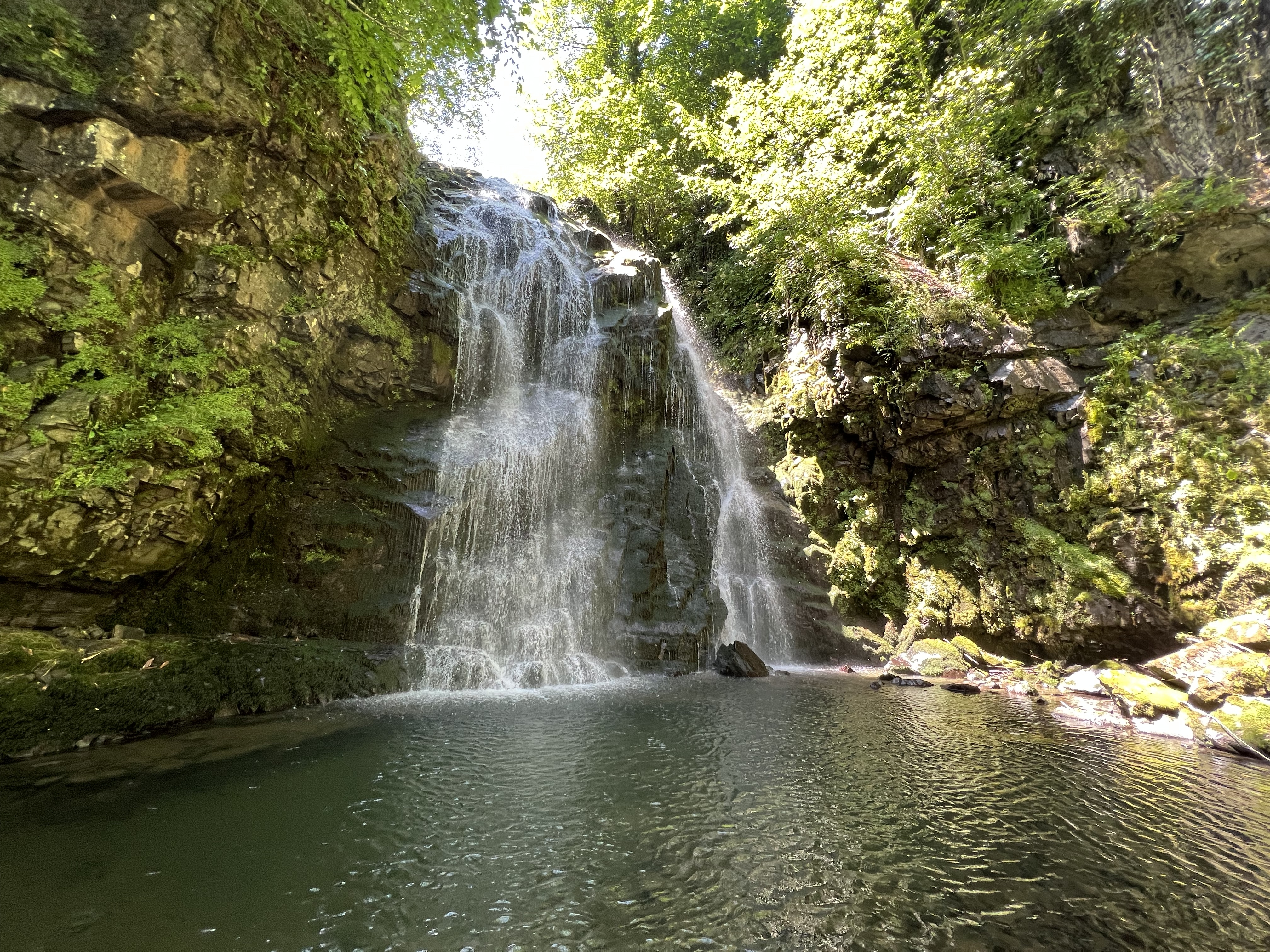

## اقتصاد گورگن‌تپه
اقتصاد گورگن‌تپه عمدتاً بر پایهٔ کشاورزی و دامداری است. اقلیم نیمه‌گرمسیری مرطوب این منطقه به‌ویژه برای کشت فندق، که یکی از محصولات اصلی آن است، بسیار مناسب است. از دیگر فعالیت‌های کشاورزی می‌توان به کشت ذرت اشاره کرد. دامداری، از جمله پرورش گاو و گوسفند، و نیز زنبورداری نیز در اقتصاد محلی نقش مهمی دارد.

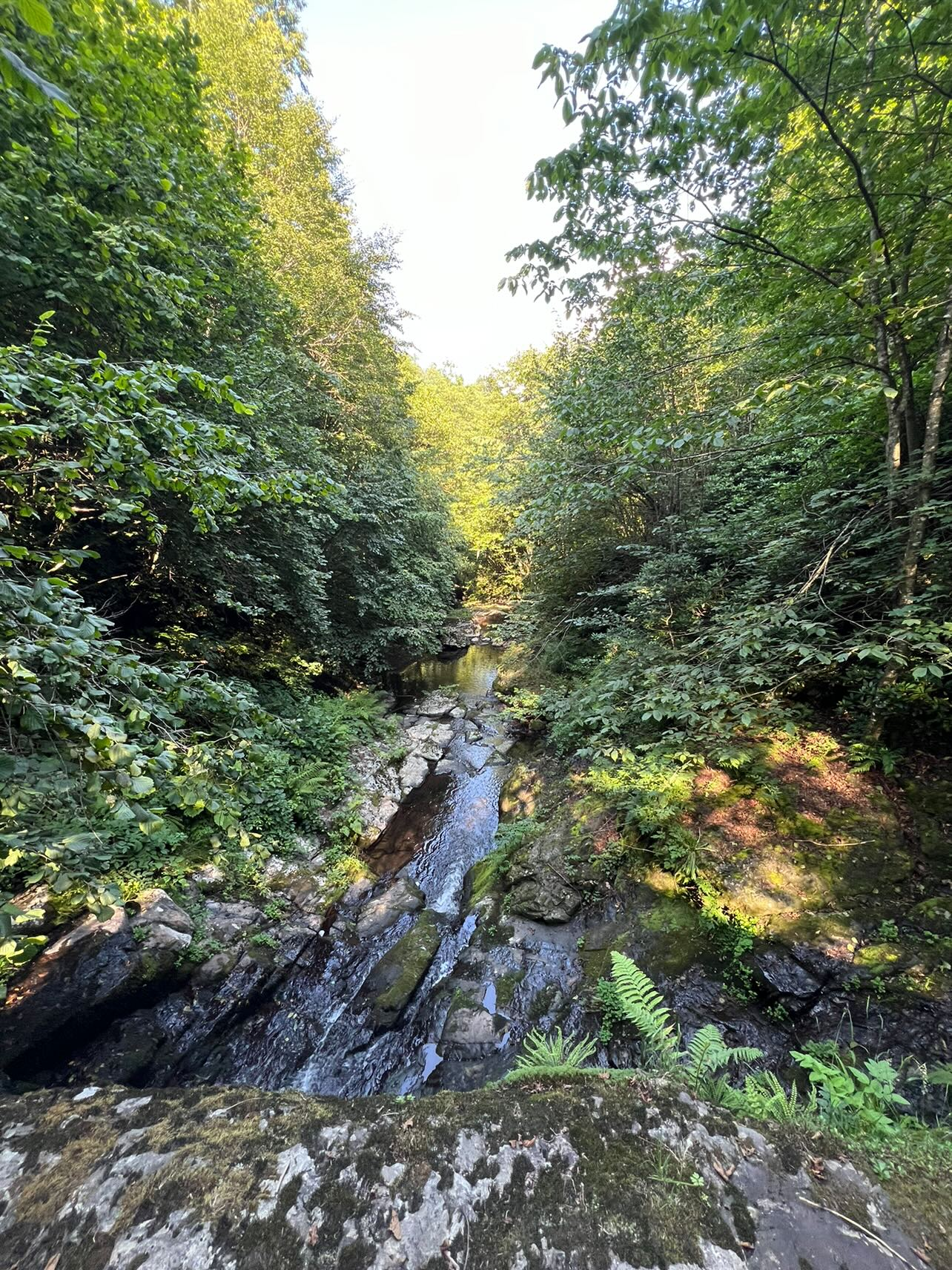

## تاریخ و فرهنگ
گورگن‌تپه از نظر تاریخی در استان اردو اهمیت دارد، منطقه‌ای که در طول تاریخ میزبان تمدن‌هایی همچون ایرانیان، یونانیان پنتی، رومیان، بیزانسی‌ها و عثمانی‌ها بوده‌است. جمعیت امروزی عمدتاً از چَپَنی‌ها (یکی از اقوام ترک) تشکیل شده، هرچند برخی خانواده‌ها نیز دارای تبار لازها، یونانیان پنتی و ارمنیان هستند. در روستای آق‌اورن، کلیسای ارمنیان حواری وجود دارد که به‌دلیل نسل‌کشی ارمنیان اکنون به خرابه تبدیل شده‌است. جامعهٔ محلی شیوه‌هایی ترکیبی از سنتی و امروزی را حفظ کرده‌است.
آیین‌ها و رسوم فرهنگی در گورگن‌تپه نهادینه شده‌اند. جشنواره‌ها، گردهمایی‌های اجتماعی، و رویدادهای فرهنگی مانند یاغلی‌گورش که هر ساله در ایشیک‌تپه برگزار می‌شود، از جلوه‌های این فرهنگ هستند.

## ترکیب جمعیتی و محله‌ها
در بخش گورگن‌تپه ۲۳ محله وجود دارد:
- آغیزلار
- آق‌مسجد
- آق‌یورت
- آق‌اورن
- آلاشهر
- بختیارلار
- چاتال‌آغاچ
- جمهوریت
- دوشک
- اسکی‌کوی
- گل‌لر
- گل‌بلن
- گل‌تپه
- حسن‌جیک‌پیناری
- ایشیک‌تپه
- مرادچیک
- اوکچابل
- شیرین‌کوی
- تپه‌کوی
- تیکنلیجه
- توزلا
- یورت‌سون
- یورتی‌یری

### مهاجرت
گورگن‌تپه شهری کوچک با جمعیتی نسبتاً کم است. مانند بسیاری از شهرهای کوچک ترکیه، این شهر نیز با پدیده مهاجرت به بیرون مواجه شده‌است، به‌ویژه در میان جوانانی که به‌دنبال کار به شهرهای بزرگ‌تر مانند استانبول یا شهرهای بزرگ‌تر استان اردو همچون اونیه، فاتسا یا آلتین‌اوردو مهاجرت کرده‌اند یا به اتریش کوچیده‌اند. با این حال، بسیاری از خانواده‌ها به‌ویژه در فصل برداشت فندق، ارتباط خود را با روستا حفظ کرده‌اند.